# Iridescent
"Iridescent" é uma canção da banda americana de rock Linkin Park. A música foi anunciada como o quarto single do álbum A Thousand Suns de 2010. O single foi oficialmente lançado em 27 de maio de 2011. Um videoclipe também foi lançado para a canção com a direção de Joe Hahn, o DJ da banda, no dia 2 de junho de 2011. "Iridescent" também foi a canção tema da trilha sonora do filme Transformers: Dark of the Moon, sendo o terceiro longa-metragem da série de filmes Transformers a receber uma contribuição do Linkin Park.

## Produção
Em abril de 2011, um video foi exibido no website oficial da banda, mostrando um Autobot distorcido e um pequeno trecho de "Iridescent". Alguns dias depois, Mike Shinoda, um dos vocalistas da banda, confirmou que a canção seria o quarto single de A Thousand Suns. Ele também confirmou que uma versão da música seria lançada na trilha sonora do filme Transformers: Dark of the Moon. Shinoda disse que a ideia surgiu quando Michael Bay, o diretor da série de filmes, ligou para ele e perguntou se eles poderiam continuar contribuindo com a trilha sonora dos filmes da saga Transformers ("What I've Done" apareceu no primeiro filme e "New Divide" foi feita para o segundo filme). Shinoda decidiu por colocar a canção "Iridescent" no filme devido ao fato de, segundo ele, ser uma das favoritas dos fãs e disse que "se encaixava naturalmente com a trama", apesar da falta de "agressividade" da canção.
O compositor do filme, Steve Jablonsky, um autoproclamado fã da banda, concordou com a escolha, dizendo que a canção se encaixava com o tema do filme. Tanto Shinoda e Jablonsky concordaram com o fato de a canção ser a escolha apropriada, já que o filme foi descrito como bem mais "sério" do que os anteriores e é condizente com o estado da banda (aprendendo com seus erros; indo em direções diferentes).

## Video clipe
Em uma entrevista para a MTV, Mike Shinoda disse: "Tudo que eu sei sobre o conceito do video clipe é o que Joe Hahn me envia por e-mail dizendo sobre 'No vale do cego, o com um olho é o rei', ou algo assim. E então, eu tinha chifres saindo dos meus ombros, era cego de um olho e tinha um cachorro branco e uma cobra no trono feito de chifres. Eu acho que você teria de perguntar ao Joe sobre o significado disso tudo."
O video clipe de "Iridescent" foi liberado oficialmente em 2 de junho de 2011.

## Faixas
| CD Single e Download digital |                  |         |  |
| N.º                          | Título           | Duração |  |
| 1.                           | "Iridescent"     | 4:05    |  |
| 2.                           | "New Divide"     | 4:29    |  |
| 3.                           | "What I've Done" | 3:25    |  |

| CD Single Promocional (EUA) |              |         |  |
| N.º                         | Título       | Duração |  |
| 1.                          | "Iridescent" | 4:05    |  |

## Paradas musicais
| Paradas (2011)               | Melhor posição |
| ---------------------------- | -------------- |
| Alemanha Youth Airplay Chart | 14             |
| Alemanha Airplay Chart       | 74             |
| Austrália Singles Chart      | 39             |
| Coreia do Sul Singles Chart  | 2              |
| Suíça Singles Chart          | 69             |
| UK Singles Chart             | 93             |
| UK Rock Chart                | 2              |
| Billboard Hot 100            | 81             |
| Billboard Alternative Songs  | 21             |
| Billboard Rock Songs         | 29             |